# Антоновка (Мордовия)
 Антоновка  — деревня в Дубёнском районе Мордовии в составе Поводимовского сельского поселения.

## География
Находится на расстоянии примерно 7 километров по прямой на север от районного центра села Дубёнки.

## История
Основан в середине 1920-х годов переселенцами из села Поводимово. В 1931 году здесь было учтено 18 дворов

## Население
| 2002 | 2010 |
| ---- | ---- |
| 154  | ↘106 |

Постоянное население составляло 154 человек (мордва-эрзя 97 %) в 2002 году, 106 в 2010 году.